# Municipio de Posey (condado de Washington)
El municipio de Posey (en inglés: Posey Township) es un municipio ubicado en el condado de Washington en el estado estadounidense de Indiana. En el año 2010 tenía una población de 1888 habitantes y una densidad poblacional de 21,56 personas por km².

## Geografía
El municipio de Posey se encuentra ubicado en las coordenadas 38°26′43″N 86°12′43″O / 38.44528, -86.21194. Según la Oficina del Censo de los Estados Unidos, el municipio tiene una superficie total de 87.59 km², de la cual 86,89 km² corresponden a tierra firme y (0,79 %) 0,69 km² es agua.

## Demografía
Según el censo de 2010, había 1888 personas residiendo en el municipio de Posey. La densidad de población era de 21,56 hab./km². De los 1888 habitantes, el municipio de Posey estaba compuesto por el 97,67 % blancos, el 0,21 % eran afroamericanos, el 0,42 % eran amerindios, el 0,26 % eran asiáticos, el 0,42 % eran de otras razas y el 1,01 % eran de una mezcla de razas. Del total de la población el 1,75 % eran hispanos o latinos de cualquier raza.